# Paweł Małecki (cukiernik)
Paweł Małecki (ur. 1976 w Kamieniu Pomorskim) – polski cukiernik, czekoladnik, Mistrz Polski Cukierników, wykładowca Akademii Czekolady w Łodzi.

## Życiorys
Pochodzi ze wsi Wiejkowo koło Wolina, gdzie mieszkał do 24 roku życia. Do szkoły podstawowej chodził w niedaleko położonym Koniewie. W roku 1995 ukończył Zespół Szkół Zawodowych w Kamieniu Pomorskim. Kształcił się w kierunku kucharz i planował zostać kucharzem. Gotował dla wyższej kadry w kasynach w Centrum Szkolenia Marynarki Wojennej w Ustce, a później w jednostce w Dziwnowie. Odbywał praktyki w hotelu w Piaskach. Trafił do cukierni w hotelu Amber Baltic w Międzyzdrojach, gdzie pracował z czekoladą. Od tego czasu jest ona jego pasją. Ma troje rodzeństwa.
Od roku 2004 zajmuje się również lodami. Od marca 2013 roku pracuje w Kuchni Lidla (cykle "Cukiernia Lidla" i "Spiżarnia Lidla"), a na co dzień jako kierownik działu dekoratorni, pralin, dekoracji i lodów w cukierni Sowa. Dla cukierni Sowa stworzył od podstaw dwie nowe czekolady - mleczną i deserową. Wiosną 2015 r. wydał swoją książkę z przepisami "Cukiernia Lidla", która była do zdobycia w sklepach Lidl. Rozeszła się w nakładzie 1,5 mln sztuk. W listopadzie 2015 roku ukazał się album "Wykwintne desery polskie", który tworzył wspólnie z byłą pierwszą damą - Anną Komorowską.
Jesienią 2016 wydana została książka "Słodka kuchnia polska według Pawła Małeckiego", którą można było zdobyć w Lidlu. Wiosną 2017 r. współtworzył książkę "Rodzinna kuchnia Lidla", wraz z Karolem Okrasą i Darią Ładochą. Również z tymi samymi autorami i dodatkowo z Kingą Paruzel wydał książkę "Jedz zdrowiej. Warzywa i owoce" jesienią 2018, również dostępną w Lidlu.
Od 25 roku życia mieszka w Bydgoszczy.

## Osiągnięcia
- 2003: Polagra: Złoty Wałek za najlepszy deser w Polsce[11]
- 2004: Lodowy Puchar Świata w Rimini – 4. miejsce (jury profesjonalne) i 1. miejsce (jury nieprofesjonalne)[2]
- 2005:
  - Chocolate Master w Paryżu – 4. miejsce[2]
  - Eurosweet: najlepszy deser w Polsce – 1. miejsce (wraz z Marcinem Ignaszakiem)[11]
  - Mistrzostwa Polski Czekolady – 2. miejsce
- 2006: Lodowy Puchar Świata w Rimini – 4. miejsce[11]
- 2008: Mistrzostwa Polski Cukierników – 1. miejsce (wraz z Mariuszem Burritą)[11]
- 2009: Olimpiada Gastronomiczna w Erfurcie – 3. miejsce (wraz z Mariuszem Burritą)[11]
- 2010: Culinary World Cup Luxembourg – 3. miejsce (wraz z Mariuszem Burritą)[11]
- 2014: Lodowe Mistrzostwa świata we Włoszech – 3. miejsce[11] (wraz z Aleksandrą Sową i Mariuszem Buritta)

## Rekordy
- największa liczba róż z czekolady na jednym eksponacie – 2700 sztuk (rekord Polski, wraz z Mariuszem Burittą)[2]
- największy eksponat z czekolady (320 kg i 410 cm wysokości)[2][11]
- największy tort weselny (rekord Guinnessa: 7,5 m, wraz z 15 osobami)[2][3][11]